# William Herbert (2e comte de Pembroke)
Pour les articles homonymes, voir William Herbert et Herbert.
William Herbert (5 mars 1451 – 16 juillet 1491), 2e comte de Pembroke, 1er comte de Huntingdon et 2e baron Herbert, est un important membre de la noblesse anglaise du XVe siècle.

## Biographie
William Herbert est le fils aîné du baron gallois William Herbert et de son épouse Anne Devereux. Lorsque Édouard IV, chef de la Maison d'York, devient roi en mars 1461, le puissant comte de Pembroke Jasper Tudor, fervent défenseur de la Maison de Lancastre, s'exile en France. Ses titres sont donnés au père du jeune William Herbert, qui reçoit également la garde du neveu de Jasper, le jeune Henri Tudor, désormais comte de Richmond. Henri Tudor et le jeune William Herbert deviennent camarades de jeux pendant leur enfance. Le roi lui fait épouser en 1467 Marie Woodville, sœur de la reine Élisabeth Woodville.
Le père de William est exécuté peu après la bataille d'Edgecote Moor en juillet 1469. William hérite du titre de comte de Pembroke. Édouard IV est renversé par le lancastrien Henri VI en octobre 1470. Jasper Tudor revient d'exil et présente son neveu Henri à la cour lancastrienne. Jasper retrouve brièvement ses terres de Pembroke mais, étonnamment, le titre n'est pas confisqué au jeune William. De fait, deux pairs portent le même titre de comte de Pembroke. Cette situation ne dure pas. Édouard IV reconquiert son royaume en 1471 et les Tudors sont contraints de s'exiler en Bretagne.
En 1479, William est forcé de rendre son titre de comte, qui est offert au fils aîné du roi, le futur Édouard V. En compensation, il est créé comte de Huntingdon. L'influence des Herbert est ainsi déplacée du pays de Galles au sud-est de l'Angleterre. Herbert devient veuf en 1481. Il reste fidèle au roi Richard III, qui accède au trône en 1483, lors de la rébellion de Buckingham. En récompense, Herbert reçoit le poste de Chief Justice du pays de Galles, titre détenu auparavant par le duc de Buckingham, exécuté pour trahison. Le roi lui fait épouser en secondes noces sa fille illégitime Katherine en 1484. Il reçoit alors une rente annuelle de 1,000 livres, ce qui améliore considérablement sa condition,.
En août 1485, Henri Tudor, prétendant lancastrien au trône, débarque dans l'estuaire de Milford Haven afin de s'emparer du trône. William Herbert ne s'oppose pas à son ami d'enfance. Mais, en tant que lieutenant de Richard III dans la région, il est obligé de notifier le roi du débarquement lancastrien. Il ne participe cependant pas à la bataille de Bosworth, lors de laquelle Richard est tué et qui offre le trône à Henri Tudor. Celui-ci, devenu le roi Henri VII, ne lui tient pas rigueur de son alliance passée avec Richard et lui accorde son pardon le 22 septembre 1486. Herbert reste discret lors du règne d'Henri VII. Il assiste au couronnement de son épouse Élisabeth d'York le 25 novembre 1487. Il est à ce moment-là à nouveau veuf. Il meurt en 1491. Sa fille unique, Elizabeth, née de son premier mariage, hérite du château de Raglan et du titre familial de baron Herbert mais ne peut recevoir le comté de Huntingdon.